# Ignatius Kutu Acheampong

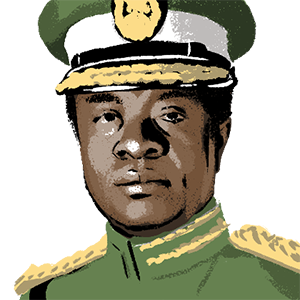
Illustration des Acheampong

Ignatius Kutu Acheampong (auch Akeyampong; * 23. September 1931 in Kumasi; † 16. Juni 1979 in Accra) war von 1972 bis zum 5. Juli 1978  Staatsoberhaupt von Ghana.

## Soldat
Acheampong arbeitete nach der Schule von 1945 bis 1951 in einer Sägemühle in Kumasi und besuchte zur gleichen Zeit ein College. 1951 trat er in die Armee der damaligen britischen Kolonie Goldküste ein. Nach der Unabhängigkeit Ghanas 1957 besuchte er Lehrgänge in England und war eine Zeit lang auch bei den britischen Streitkräften in Deutschland stationiert, bevor er als Leutnant in seine Heimat zurückkehrte. 1960 und 1961 nahm er an der Operation der Vereinten Nationen in Kongo teil. Zur weiteren Ausbildung wurde er auch nach Fort Leavenworth in Kansas geschickt.
1966 war er am Militärputsch gegen den Präsidenten Kwame Nkrumah beteiligt, ohne eine führende Rolle zu spielen. Die nächsten fünf Jahre war er Vorsitzender des Verwaltungskomitees für den Westen Ghanas. 1971 wurde er Kommandeur einer Infanteriebrigade.

## Staatschef
13. Januar 1972 leitete Oberst Acheampong den Militärputsch gegen Präsident Edward Akufo-Addo und dessen Premierminister Kofi Abrefa Busia. Die gestürzte Regierung hatte sich durch eine drastische Abwertung der Landeswährung Cedi unpopulär gemacht. Diese Maßnahme nahm Acheampong zurück und verkündete, künftig keine Auslandsschulden mehr zu bedienen. Als Vorsitzender der Junta National Redemption Council wurde er neues Staatsoberhaupt und beförderte sich später zum General.
Die Junta wurde am 9. Oktober 1975 in Supreme Military Council umbenannt, wobei Acheampong Vorsitzender blieb.
In seiner Regierungszeit fanden einige Programme zur Verbesserung der Infrastruktur und des Ausbildungswesens statt. Daneben wurde das bisherige imperial System zugunsten des metrischen Einheitensystems abgeschafft sowie auch der aus der britischen Zeit stammende Linksverkehr. Seiner Regierung wurde ein hohes Maß an Korruption nachgesagt, seit Anfang 1977 gab es zunehmenden Widerstand gegen die Militärregierung. Am 30. März 1978 wurden seine Pläne einer gemischten Regierung (Union Government) aus Militärs und Zivilisten in einem Referendum mit der Mehrheit von ca. 60 Prozent der abgegebenen Stimmen gebilligt. Eine Palastrevolte anderer Militärs setzte seiner Herrschaft am 5. Juli 1978 ein Ende. Generalstabschef Fred Akuffo wurde sein Nachfolger. Acheampong wurde eine verfehlte Wirtschaftspolitik vorgeworfen und man verbannte ihn in seine Heimatstadt.
Nach dem Putsch von Jerry Rawlings am 16. Juni 1979 wurden er, die beiden anderen Ex-Staatschefs Afrifa und Akuffo sowie fünf weitere Generäle standrechtlich erschossen. Präsident John Agyekum Kufuor ordnete im April 2001 an, die Leichen der Erschossenen zu exhumieren, um den Familien ein ordentliches Begräbnis zu ermöglichen. Kufuor gehörte der im Januar 1972 von Acheampong gestürzten Zivilregierung als Vizeminister an.